# L'acqua cheta
L'acqua cheta è una commedia in fiorentino di Augusto Novelli. Venne rappresentata per la prima volta al Teatro Alfieri di Firenze il 29 gennaio 1908 dalla Compagnia del Teatro fiorentino, diretta da Andrea Niccoli.

## Storia
Novelli sostiene di aver pensato fin dal 1892 di ridare vita al teatro fiorentino, incoraggiato dagli apprezzamenti ai suoi primi scritti. Suo modello era l'abate Zannoni, segretario della Crusca, che scrisse quattro commedie, tra le quali Novelli cita in particolare la Crezia rincivilita.
I primi frutti del lavoro di Novelli in questa direzione furono Il Morticino (1893) e Purgatorio, Inferno e Paradiso (1894), che vennero applauditi ma presto dimenticati. Novelli però continuò a coltivare la sua idea, finché nel 1908 L'acqua cheta ottenne un notevole successo, con 44 repliche, confermando l'autore nella sua convinzione che il teatro fiorentino potesse prosperare e avere successo anche al di fuori di Firenze.

## Personaggi
- Ida
- Cecco, falegname
- Anita
- Ulisse, fiaccheraio
- Stinchi, garzone di stalla
- Rosa, moglie di Ulisse
- Alfredo, giovane elegante
- Asdrubale, causidico
- Bigatti, reporter
- Zaira, vicina di casa
- Anna, vicina di casa
- Teresa, vicina di casa
- Lo sposo
- La sposa
- Il padre della sposa
- Corteo di invitati, corteo della Rificolona, ragazzi e ragazze del popolo, vetturini,  vicini e vicine

## Trama
L'azione ha luogo a Firenze, nel quartiere di San Niccolò, all'inizio del XX secolo.

### Atto I
Anita, Ida e Cecco discutono dei loro gusti in fatto di spettacoli. Entra Rosa e si lamenta della lentezza del lavoro di Cecco, che sta preparando un cassettone per una stanza da affittare. Rosa sospetta che Cecco sia interessato ad Anita, e per lo stesso motivo le due ragazze si punzecchiano a vicenda.
Quando arriva Ulisse viene messo a parte del sospetto, che lo stesso Cecco poi conferma mostrando anche una lettera di Anita in cui lei ricambia il sentimento di Cecco. Rosa è contraria perché sostiene che Cecco sia socialista, mentre Ulisse cerca di lavarsi le mani della faccenda.
Giunge Alfredo, che vorrebbe affittare la stanza: tutti sono perplessi perché è troppo giovane, e non sembra buona cosa che abiti in una casa con due ragazze. Alfredo va a vedere la stanza e accetta di affittarla; si dimostra poi molto gentile con Ida, che ha litigato con Ulisse perché ha sbadatamente lasciato che la cavalla mordesse la tuba del padre, offrendo a quest'ultimo la propria tuba per non far più piangere la ragazza.
Anita, che era uscita per commissioni, rientra e svela un segreto a Cecco: Alfredo è da mesi innamorato di Ida. Vorrebbe raccontarlo ai genitori, ma Cecco le propone di sfruttare la situazione per convincere Rosa ad accettare la loro unione.
L'atto si chiude con Ida disperata per avere rotto uno specchio.

### Atto II
Nell'orto, Alfredo legge a Rosa e alle due figlie l'episodio di Paolo e Francesca dalla Divina Commedia di Dante. Al termine, Rosa, Ida e Alfredo escono per un gelato, mentre Anita rimane indispettita a pensare a come Rosa abbia preso in simpatia Alfredo, di cui non si sa neppure che lavoro faccia, mentre continua a non accettare Cecco.
Cecco giunge poco dopo cantando una serenata per Anita, accompagnandosi con una chitarra. Anch'egli stufo dell'atteggiamento di Rosa, propone ad Anita di fuggire con lui, ma si sente arrivare Ulisse. Per non farsi trovare solo con Anita, Cecco sale sul fico dell'orto dimenticando la chitarra. Ulisse decide di mangiare dei fichi, e vorrebbe salire sull'albero per coglierne uno: Anita cerca di distrarlo perché ha paura che scopra Cecco, ma Ulisse, meravigliato, si accorge della chitarra.
Tornano Rosa e gli altri. Rosa, con disappunto di Anita, riconosce la chitarra di Cecco il quale, dall'albero, lascia cadere fichi su Rosa e Alfredo, che pensano siano caduti da sé. Quando tutti vanno via, Cecco, da un dialogo tra Ida e Alfredo, capisce che stanno progettando una fuga in treno.
Dopo avere ascoltato qualche battibecco tra Ulisse, Rosa e Ida, Cecco scende dal fico e organizza, con l'aiuto del garzone di stalla Stinchi, una trappola per Ida e Alfredo: la carrozza che li dovrebbe portare in stazione li condurrà invece in questura.

### Atto III
Ida e Alfredo sono scomparsi e Rosa è disperata. Ulisse si è rivolto all'avvocato Asdrubale per denunciare il rapitore. La notizia si diffonde e compare persino un cronista, Bigatti, che lavora per il giornale Fieramosca. Alfredo si era spacciato per reporter dello stesso giornale, così si scopre l'inganno.
Nella confusione generale, con Bigatti che continua ad annotare ogni minuzia, appare Cecco, annunciando di avere sventato la fuga. Ida, che si credeva lontana, è stata riconsegnata ad Anita e si trova nella casa stessa, mentre Alfredo è stato trattenuto in casa di Cecco.
Stinchi riporta Alfredo, che chiede perdono a Rosa e confessa che sta per iniziare un lavoro che teneva segreto perché pensava che fosse sgradito alla famiglia: farà la guardia comunale. Rosa acconsente all'unione tra Ida, ricomparsa piangente, e Alfredo, se questo si ripresenterà dopo sei mesi di onesto lavoro.
Viene riconsegnata la chitarra a Cecco, e la sua unione con Anita viene sancita da Ulisse, che nella gioia generale getta i due giovani l'una nelle braccia dell'altro.

## Numeri musicali

### Atto I
- Introduzione e terzettino Ida/Anita-Cecco: Lieve s'intreccia il fil
- Quartetto Anita/Ida/Rosa/Cecco: Se la lezione volge al suo fine
- Entrata di Ulisse e Stinchi: Oh, come è bello guidare i cavalli
- Entrata del corteo nuziale e Coro: Sciogliam purissime - Uscita del corteo
- Duetto comico Anita/Stinchi: Sul carrozzin ben ci si sta
- Duetto Anita/Cecco: Dal dì che t'ho veduta
- Aria di Ida: No, questa vita no - Coro del corteo nuziale
- Finale atto I

### Atto II
- Introduzione
- Entrata del Coro - Scena Ida/Alfredo/Stinchi e Coro: Su le stelle sorridono - Uscita del Coro
- Stornellata di Cecco: Fiorin, fiorello
- Duetto Anita/Cecco: Sembreremo quelle vaghe tortorelle
- Quartetto Anita/Stinchi-Cecco-Ulisse: Il trescon se non sai fare
- Sestetto e Coro: La canzone della Rificolona (Anita/Ida/Rosa/Stinchi/Ulisse/Alfredo)
- Uscita del Coro
- Interludio - Aria di Ida: Come raggia e splende
- Finale atto II

### Atto III
- Intermezzo
- Introduzione e Coretto di vicine: Sora Rosa si consoli
- Ripresa di Cecco
- Musica di scena
- Aria di Ida: Lo so che tu sei buono
- Finaletto atto III

## Adattamenti

### Cinema
Nel 1933 dall'opera è stato tratto il film Acqua cheta con la regia di Gero Zambuto.

### Operetta
Dalla commedia il compositore Giuseppe Pietri trasse l'operetta L'acqua cheta su libretto di Novelli e liriche di Angelo Nessi. La prima assoluta ebbe luogo il 27 novembre 1920 al Teatro Drammatico Nazionale di Roma con la scenografia di Aldo Molinari.

### Televisione
Nel 1958 la Rai produsse una versione televisiva de L’acqua cheta, diretta da Eros Macchi. Nel cast figuravano Cesarina Cecconi, Edda Vincenzi e Odoardo Spadaro, che interpretava il ruolo di Ulisse.
Nel 1974, nell’ambito della serie di commedie teatrali trasmesse in televisione, la Rai realizzò una nuova versione de L'acqua cheta per la regia di Vito Molinari. La messa in onda avvenne su Rai 1. Nel cast figuravano Gianrico Tedeschi, Nino Castelnuovo, Ave Ninchi, Renzo Montagnani e Nada.

### Sequel
Intorno al 1920 Augusto Novelli scrive il seguito de L’acqua cheta, intitolandolo La si decida!, ma la commedia non viene mai rappresentata né pubblicata. Decenni più tardi, uno stralcio ingiallito del copione originale viene ritrovato dal commediografo Gabriele Verzucoli, che nel 2006 ne realizza una nuova edizione scenica, restando fedele allo stile e ai personaggi novelliani. Nasce così L’acqua cheta nr. 2 – ovvero “La si decida!”. La prima assoluta si tenne il 13 gennaio 2007 al Teatro Reims di Firenze, portata in scena dalla Compagnia Teatreria di Adelaide Foti.